# Elpersbüttel
Elpersbüttel là một đô thị thuộc huyện Dithmarschen, trong bang Schleswig-Holstein, nước Đức. Đô thị Elpersbüttel có diện tích 30,17 km², dân số thời điểm 31 tháng 12 năm 2006 là 909 người.